# Coppa Italia Serie D 2011-2012 (fase finale)
Questa voce raccoglie un approfondimento sulle gare della fase finale dell'edizione 2011-2012 della Coppa Italia Serie D di calcio.

## Trentaduesimi di finale
| Arbitro: | Lorenzo Maggioni (Lecco) |

|  |           |             |
|  | Marcatori | 88’ Masiero |

| Arbitro: | Andrea Xausa (Portogruaro) |

|                                   |                      |                                              |
| Dall'Acqua 30’                    | Marcatori            | 39’ Lella                                    |
| Bolzon Zambon Grujic Spetic Nonis | Tiri di rigore 5 – 4 | Furlanetto Giacomin Dall'Acqua Busetto Bellè |

| Arbitro: | Michele Volpato (Merano) |

|  |           |                         |
|  | Marcatori | 74’ Nichele 85’ Gattoni |

| 14 settembre 2011, ore 20:30 | Giorgione                | 2 – 1 | Este | \| Arbitro: \| Andrea Zuliani (Vicenza) \| |
| Arbitro:                     | Andrea Zuliani (Vicenza) |       |      |                                            |

| Arbitro: | Marco Mainardi (Bergamo) |

|                    |           |                     |
| Guareschi 10’, 53’ | Marcatori | 69’ (rig.) Belluzzi |

| Arbitro: | Massimo Molinaroli (Verona) |

|                                           |                      |                        |
| A. Lucci 41’ Guerini 52’                  | Marcatori            | 47’ (rig.), 66’ Miftah |
| Bovi Guerini Cerati Fumasoli Andrea Lucci | Tiri di rigore 4 – 3 | ? Selvatico Mancuso    |

| Arbitro: | Fabrizio Lombardo (Sesto San Giovanni) |

|                                                |           |  |
| Razzitti 48’ Fabris 51’ Crotti 74’ Volpato 90’ | Marcatori |  |

| Arbitro: | Daniele Marchi (Bologna) |

|                   |                      |                      |
| Di Cuonzo 9’, 51’ | Marcatori            | 47’ De Spa 73’ Ferrè |
|                   | Tiri di rigore 4 – 2 |                      |

| Arbitro: | Luca Bianchini (Cesena) |

|                          |           |              |
| Kraja 6’, 44’ Vitali 60’ | Marcatori | 54’ Mazzucco |

| 15 settembre 2011, ore 15:00 | Gallaratese             | 0 – 1 | Derthona | \| Arbitro: \| Fabio Piscopo (Imperia) \| |
| Arbitro:                     | Fabio Piscopo (Imperia) |       |          |                                           |

| 15 settembre 2011, ore 18:30 | Voghera                  | 2 – 0 | Albese | \| Arbitro: \| Claudio Camardi (Genova) \| |
| Arbitro:                     | Claudio Camardi (Genova) |       |        |                                            |

| 14 settembre 2011, ore 20:30 | Saint-Christophe        | 1 – 0 | Borgosesia | \| Arbitro: \| Marcello Rossi (Novara) \| |
| Arbitro:                     | Marcello Rossi (Novara) |       |            |                                           |

| 14 settembre 2011, ore 15:00 | Rosignano Sei Rose             | 1 – 4 | Bogliasco D'Albertis | \| Arbitro: \| Graziella Pirriatore (Bologna) \| |
| Arbitro:                     | Graziella Pirriatore (Bologna) |       |                      |                                                  |

| 15 settembre 2011, ore 18:00 | Pontedera                              | 4 – 1 | Forcoli | \| Arbitro: \| Lorenzo Fabbri (San Giovanni Valdarno) \| |
| Arbitro:                     | Lorenzo Fabbri (San Giovanni Valdarno) |       |         |                                                          |

| 15 settembre 2011, ore 16:30 | Lanciotto Campi Bisenzio | 2 – 1 | Scandicci | \| Arbitro: \| Enrico Lazzeri (Arezzo) \| |
| Arbitro:                     | Enrico Lazzeri (Arezzo)  |       |           |                                           |

| 15 settembre 2011, ore 15:00 | Castel Rigone         | 1 – 3 | Pontevecchio | \| Arbitro: \| Roberto Rizzo (Siena) \| |
| Arbitro:                     | Roberto Rizzo (Siena) |       |              |                                         |

| Arbitro: | Jacopo Tesi (Pistoia) |

|                 |           |  |
| Moretti Rovella | Marcatori |  |

| 14 settembre 2011, ore 20:30 | Voluntas Spoleto        | 0 – 4 | Todi | \| Arbitro: \| Matteo Proietti (Terni) \| |
| Arbitro:                     | Matteo Proietti (Terni) |       |      |                                           |

| Arbitro: | Pasquale Boggi (Salerno) |

|              |           |                         |
| Arcamone 80’ | Marcatori | 30’ Pietrucci 81’ Palma |

| Arbitro: | Manuel Silvestri (Avezzano) |

|            |           |  |
| Traini 82’ | Marcatori |  |

| Arbitro: | Emanuele Mancini (Fermo) |

|  |                      |  |
|  | Tiri di rigore 4 – 1 |  |

| Arbitro: | Giosuè D'Apice (Arezzo) |

|  |                      |  |
|  | Tiri di rigore 5 – 6 |  |

| 21 settembre 2011, ore 15:00 | Fidene | 2 – 3 rinviata referto | Astrea |  |

| 14 settembre 2011, ore 17:00 | Budoni              | 1 – 2 | Arzachena | \| Arbitro: \| Marco Guidi (Imola) \| |
| Arbitro:                     | Marco Guidi (Imola) |       |           |                                       |

| Arbitro: | Tommaso Diomaiuta (Albano) |

|                    |           |  |
| Gilfone 35’ (rig.) | Marcatori |  |

| Arbitro: | Giuseppe Opromolla (Salerno) |

|                                                |           |                |
| Mortelliti 11’ Maiella 33’ Esposito 47’ (rig.) | Marcatori | 70’ Napolitano |

| Arbitro: | Andrea Gironda Veraldi (Bari) |

|  |           |                           |
|  | Marcatori | 7’ Vitale 90+3’ Formisano |

| Arbitro: | Lorenzo Abagnara (Nocera Inferiore) |

|                                 |           |                |
| Maggino 52’ Vegnaduzzo 57’ Muro | Marcatori | 45’ Sorrentino |

| Arbitro: | Antonio Carrisi (Brindisi) |

|                                  |                      |                                        |
| Pereira 24’                      | Marcatori            | 30’ Picci                              |
| Mirabet Leopizzi Corvino Pereira | Tiri di rigore 4 – 2 | Portosi Montrone Fiorentino De Tommaso |

| Arbitro: | Giampiero Urselli (Taranto) |

|  |                      |  |
|  | Tiri di rigore 4 – 1 |  |

| Arbitro: | Ivano Campo Pistro (Trapani) |

|                                                |           |  |
| Ferraro 40’ Catania 45+1’, 90+1’ Cocuzza 90+5’ | Marcatori |  |

| Arbitro: | Andrea Naccari (Messina) |

|                              |           |  |
| D'Urso 45’, 86’ Cocimano 53’ | Marcatori |  |

## Sedicesimi di finale
| Arbitro: | Marco Novellino (Brescia) |

|                                         |                      |                          |
| Frachesen 69’ Nobile 86’                | Marcatori            | 72’ Zambon 74’ Grandin   |
| Volpara Mardegan Falsetti Nobile Cardin | Tiri di rigore 3 – 1 | Grujic Zambon Alba Lella |

| Arbitro: | Davide Andreini (Forlì) |

|            |           |  |
| Canton 33’ | Marcatori |  |

| Arbitro: | Lorenzo Bertani (Pisa) |

|                                                                   |           |  |
| 34’ Zampino 46’ (aut.) Biolchi 68’ Spadacini 84’ (rig.) Spadacini | Marcatori |  |

| Arbitro: | Andrea Zuliani (Vicenza) |

|                                                            |           |  |
| Volpato 24’ Volpato 62’ Martinelli 71’ (rig.) Razzitti 80’ | Marcatori |  |

| Arbitro: | Andrea Milan (Padova) |

|  |           |                                 |
|  | Marcatori | 34’, 75’ Risi 83’ (rig.) Vitali |

| Arbitro: | Filippo Bercigli (San Giovanni Valdarno) |

|                                   |           |              |
| Guidi 5’ Lo Bosco 7’ Emiliano 75’ | Marcatori | 23’ Speziale |

| Arbitro: | Matteo Peruzzi (Perugia) |

|                       |           |               |
| Baudinelli 75’, 90+1’ | Marcatori | 48’ Arrighini |

| Arbitro: | Carmine Di Ruberto (Nocera Inferiore) |

|               |           |                                                    |
| Urbanelli 54’ | Marcatori | 10’ (rig.) Timonieri 53’ Silvestri M. 48’ Tomberli |

| Arbitro: | Armando Ranaldi (Tivoli) |

|  |           |                                |
|  | Marcatori | 13’ Zoi 71’ Rovella 81’ Rovell |

| Arbitro: | Domenico Del Rosso (Molfetta) |

|                            |           |  |
| Rizzi 15’, 40’ D'Amore 80’ | Marcatori |  |

| Arbitro: | Andrea Berti (Prato) |

|                     |           |                         |
| Barra 21’ Mereu 23’ | Marcatori | 41’ (rig.) Della Cioppa |

| Arbitro: | Gabriele Magrini (Città di Castello) |

| |                        | |
| Gaeta 2’ Di Iorio 24’ | Marcatori              | 76’ (rig.) Figos 90+1’ Steri                                                                             |
| Sannibale Battisti Di Iorio Gaeta Mollo Pentassuglia Bernardini Ugolini Pompili Schiaroli Di Iorio Battisti Sannibale Mollo | Tiri di rigore 10 – 11 | Steri Pitta Di Prisco D’Acqui Bonacquisti Spano Loi Rossi Palmisano Figos Onesti Steri Di Prisco D’Acqui |

| Arbitro: | Paolo De Lorenzo (Brindisi) |

|                          |           |  |
| Vacca 89’ Speranza 90+3’ | Marcatori |  |

| Arbitro: | Alessio Chiavaroli (Pescara) |

|                                                                        |           |                                           |
| Vitale 15’ (rig.) Civita 29’ Chierchia 80’ Corsale 90+3’ Cimmino 90+4’ | Marcatori | 25’ D'Imporzano 50’ (rig.), 84’ Auricchio |

| 12 ottobre 2011, ore 15:00 | Irsinese                     | 0 – 1 | Nardò | \| Arbitro: \| Giuseppe Opromolla (Salerno) \| |
| Arbitro:                   | Giuseppe Opromolla (Salerno) |       |       |                                                |

| Arbitro: | Giovanni Luciano (Lamezia Terme) |

|           |           |  |
| Bruno 41’ | Marcatori |  |

## Ottavi di finale
| Arbitro: | Pagliardini (Arezzo) |

|  |           |                         |
|  | Marcatori | 45+1’ Stecca 77’ Canton |

| 24 novembre 2011, ore 14:30                                                        | Bagnolese | 1 – 3                              | Darfo Boario |  |
| \| \| \| \| \| Spadacini 50’ \| Marcatori \| 65’ (rig.) Crotti 72’, 77’ Volpato \| |           |                                    |              |  |
|                                                                                    |           |                                    |              |  |
| Spadacini 50’                                                                      | Marcatori | 65’ (rig.) Crotti 72’, 77’ Volpato |              |  |

| 23 novembre 2011, ore 17:00                  | Pontisola | 1 – 0 | Saint-Christophe |  |
| \| \| \| \| \| Vitali 24’ \| Marcatori \| \| |           |       |                  |  |
|                                              |           |       |                  |  |
| Vitali 24’                                   | Marcatori |       |                  |  |

| 23 novembre 2011, ore 14:30                                                                    | Lanciotto Campi Bisenzio | 1 – 3 referto                           | Bogliasco D'Albertis |  |
| \| \| \| \| \| Timonieri 20’ (rig.) \| Marcatori \| 5’ Sgarzi 65’ França 90+2’ (rig.) Rossi \| |                          |                                         |                      |  |
|                                                                                                |                          |                                         |                      |  |
| Timonieri 20’ (rig.)                                                                           | Marcatori                | 5’ Sgarzi 65’ França 90+2’ (rig.) Rossi |                      |  |

| Sansepolcro 23 novembre 2011, ore 14:30       | Sansepolcro | 0 – 1       | Santegidiese | Stadio Buitoni |
| \| \| \| \| \| \| Marcatori \| 80’ Censori \| |             |             |              |                |
|                                               |             |             |              |                |
|                                               | Marcatori   | 80’ Censori |              |                |

| 24 novembre 2011, ore 14:30 | Astrea               | 1 – 1 (d.t.s.) referto                  | Viterbese |  |
| \| \| \| \| \| Aglitti 48’ \| Marcatori \| 55’ Barra \| \| Di Benedetto ? Briotti \| Tiri di rigore 3 – 4 \| Testa Cristiano Cisterna Barra Franzese \| |                      |                                         |           |  |
| |                      |                                         |           |  |
| Aglitti 48’ | Marcatori            | 55’ Barra                               |           |  |
| Di Benedetto ? Briotti | Tiri di rigore 3 – 4 | Testa Cristiano Cisterna Barra Franzese |           |  |

| Arbitro: | Domenico Lacalamita (Bari) |

|                                      |           |         |
| Civita 41’ Martone 65’ Sifonetti 80’ | Marcatori | 6’ Cosa |

| Arbitro: | Carlo Amoroso (Paola) |

|          |           |  |
| Garat 8’ | Marcatori |  |

## Quarti di finale
|                                              | Darfo Boario         | 1 – 1 (d.t.s.) | SanDonàJesolo |  |
| \| \| \| \| \| \| Tiri di rigore 7 – 8 \| \| |                      |                |               |  |
|                                              |                      |                |               |  |
|                                              | Tiri di rigore 7 – 8 |                |               |  |

|  | Bogliasco D'Albertis | 1 – 0 | Pontisola |  |

|  | Viterbese | 2 – 0 | Santegidiese |  |

|  | Sant'Antonio Abate | 4 – 0 | Nardò |  |

## Semifinali
|  | SanDonàJesolo | 1 – 0 | Bogliasco D'Albertis |  |

|  | Viterbese | 2 – 2 | Sant'Antonio Abate |  |

|  | Bogliasco D'Albertis | 2 – 1 | SanDonàJesolo |  |

|  | Sant'Antonio Abate | 4 – 0 | Viterbese |  |